# Сбритые бакенбарды
«Сбритые бакенбарды» — задуманная, но неоконченная повесть Фёдора Михайловича Достоевского.

## История создания
После того как весной 1846 года Белинский решает выпустить альманах «Левиафан», Достоевский начал писать две повести для будущего издания. Об этом 1 апреля он писал брату Михаилу: «Я пишу ему две повести: 1-е) „Сбритые бакенбарды“, 2-я) „Повесть об уничтоженных канцеляриях“, обе с потрясающим трагическим интересом и — уже отвечаю — сжатые донельзя. Публика ждет моего с нетерпением. Обе повести небольшие. <…> „Сбритые бакенбарды“ я кончаю».
Судя по дальнейшей переписке с братом, Достоевский продолжал работать над повестью до конца октября 1846 года. По мнению литературоведа Георгия Фридлендера, повесть осталась незавершённой из-за неуспеха рассказа «Господин Прохарчин», побудившего писателя «искать в творчестве новых путей».

## Сюжет
Из рукописных текстов начального периода творчества сохранились только наброски к повести «Двойник». Материалы по повести «Сбритые бакенбарды» могли быть либо уничтожены самим Достоевским перед арестом, либо изъяты уже после ареста и уничтожены после окончания следствия.
Тем не менее исследователи полагают, что сюжет можно восстановить при помощи одного из эпизодов повести «Село Степанчиково и его обитатели»: «Мне положительно известно, — заявляет здесь рассказчик, — что дядя, по приказанию Фомы, принужден был сбрить свои прекрасные, черно-русые бакенбарды. Тому показалось, что с бакенбардами дядя похож на француза и что поэтому в нём мало любви к отечеству». Советский литературовед Валерий Кирпотин предположил, что изображённые в неизданной повести события были связаны с гонениями на бороды, усы и бакенбарды среди дворян и чиновников при Николае I.
Кроме того, весной 1846 года Достоевский знакомится с Михаилом Петрашевским, который одно время преследовался за длинные волосы и бороду во время службы переводчиком в министерстве иностранных дел. На основании этого факта литературовед Моисей Альтман предполагал, что сюжет повести мог быть связан с Петрашевским.